# Run off
Een run off is de beslissende heat bij baanwedstrijden met motorfietsen.
Deze baansporten zijn dirttrack, grasbaanrace, ijsrace, shorttrack en speedway.
Een run off vindt alleen plaats wanneer twee of meer rijders na afloop van de normale wedstrijd een gelijk puntenaantal hebben. Aan de run off nemen alleen deze rijders deel.